# Kazimierz Węgrzyn
Kazimierz Węgrzyn (* 13. April 1967 in Biłgoraj, Polen) ist ein ehemaliger polnischer Fußballspieler.

## Vereinskarriere
Der 1,93 m große und 90 kg schwere Abwehrspieler begann seine Profikarriere 1986 bei Motor Lublin, wo er jedoch in der Ekstraklasa nicht zum Einsatz kam. Zuvor spielte er in der Jugend von Łada Biłgoraj, einem unterklassigen Provinzverein. Erst nach seinem Wechsel 1987 zu Hutnik Kraków konnte er sich einen Stammplatz erspielen und debütierte in der Ekstraklasa. Es folgten Spielzeiten bei GKS Katowice, Wisła Krakau, Pogoń Stettin, Widzew Łódź, Cracovia und SV Ried. 2005 beendete er im Alter von 38 Jahren seine Karriere.

## Nationalmannschaft
Für Polen absolvierte Kazimierz Węgrzyn zwischen 1991 und 1999 insgesamt 20 Länderspiele.

## Erfolge
- Polnischer Meister (1999)
- Polnischer Supercupsieger (1996)
- Österreichischer Pokalsieger (1998)